# 厚見郡
- 令制国一覧 > 東山道 > 美濃国 > 厚見郡
- 日本 > 中部地方 > 岐阜県 > 厚見郡

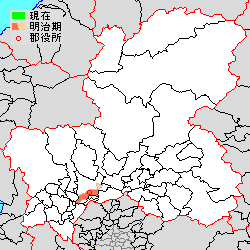
岐阜県厚見郡の位置（薄黄：後に他郡に編入された区域）

厚見郡（あつみぐん）は、岐阜県（美濃国）にあった郡。

## 郡域
1879年（明治12年）に行政区画として発足した当時の郡域は、岐阜市の一部（境川以北かつ概ね日野東、日野北、長良古津、日野西、鼻高洞、水風呂谷、鏡岩、湊町、早田、早田東町、栄新町、早田本町、光町、白菊町、萱場東町、萱場東町、旦島、西中島、江口、鏡島、江崎北、江崎南以南および学園町・日光町・大福町の各一部）にあたる。

## 歴史
- 「旧高旧領取調帳」に記載されている明治初年時点での支配は以下の通り。(2町57村）

| 知行               | 知行                                                       | 村数     | 村名 |
| ------------------ | ---------------------------------------------------------- | -------- | --- |
| 幕府領             | 美濃郡代                                                   | 1村      | 岩戸村 |
| 幕府領             | 大垣藩預地                                                 | 7村      | 左兵衛新田、中島村（現・岐阜市西中島）、西島村、旦ノ島村、江口村、北島村、近島村                                       |
| 幕府領 藩領        | 大垣藩預地 尾張藩                                          | 1村      | 萱場村 |
| 幕府領 藩領 寺社領 | 大垣藩預地 加納藩 教寿寺 乙津寺 日吉神社                   | 1村      | 鏡島村 |
| 幕府領 寺社領      | 大垣藩預地 八幡神社                                        | 1村      | 菅生村 |
| 幕府領 寺社領      | 大垣藩預地 阿願寺                                          | 1村      | 東島村 |
| 藩領               | 磐城平藩(切通陣屋)                                         | 12村     | 切通村、蔵前村、高田村、水海道村、前一色村、北一色村、野一色村、領下村、細畑村、岩地村、日野村、日野新田               |
| 藩領               | 尾張藩                                                     | 1町 11村 | 岐阜町、古屋敷新田、中河原新田、小熊村、忠節村、明屋敷村、池ノ上村、早田村、古津村、芋島村、中島村（現・岐阜市東中島） |
| 藩領               | 美濃加納藩                                                 | 1町 7村  | 加納町宇佐村、今嶺村、下奈良村、次木村、茶屋新田、高桑村、鶉村、佐波村                                                 |
| 藩領 寺社領        | 尾張藩 美江寺                                              | 1村      | 今泉村 |
| 藩領 寺社領        | 加納藩 宝樹院 盛徳寺 西方寺 久運寺 加納天満宮 黒木神明神社 | 1村      | 下加納村 |
| 藩領 寺社領        | 加納藩 金神社 伊勢神宮 光国寺 溝旗神社                     | 1村      | 上加納村 |
| 藩領 寺社領        | 加納藩 本荘神社                                            | 2村      | 鳥屋村、清村 |
| 藩領 寺社領        | 加納藩 六条神社                                            | 1村      | 六条村 |
| 藩領 寺社領        | 加納藩 立政寺                                              | 1村      | 西庄村 |
| 藩領 寺社領        | 加納藩 八幡寺 春日社 熊野社                                | 1村      | 爪村 |
| 藩領 寺社領        | 加納藩 立江寺 吉建神社                                     | 1村      | 江崎村 |
| 藩領 寺社領        | 加納藩 日枝社                                              | 1村      | 高河原村 |
| 藩領 寺社領        | 加納藩 日置江神社                                          | 1村      | 日置江村 |
| 藩領 寺社領        | 加納藩 加納八幡神社                                        | 1村      | 上川手村 |
| 藩領 寺社領        | 加納藩 石切社                                              | 1村      | 下川手村 |
| 藩領 寺社領        | 加納藩 茜部神社 天満宮 浄安寺                              | 1村      | 茜部村 |
| 旗本領             | 西尾主税                                                   | 1村      | 藪田村 |

- 慶応4年
  - 4月15日（1868年5月7日） - 幕府領・旗本領が笠松裁判所の管轄となる。
  - 閏4月25日（1868年6月15日） - 笠松裁判所の管轄地域が笠松県の管轄となる。
- 明治元年12月7日（1869年1月19日） - 戊辰戦争の処分により磐城平藩が減封。郡内の領地が笠松県の管轄となる。
- 明治初年 - 領地替えにより名古屋藩領の一部（古津村・芋島村・中島村・萱場村）が笠松県の管轄となる。
- 明治4年
  - 7月14日（1871年8月29日） - 廃藩置県により、藩領が名古屋県、加納県となる。
  - 11月22日（1872年1月2日） - 第1次府県統合により、全域が岐阜県の管轄となる。
- 明治7年（1874年）9月[3]
  - 2ヶ所存在した中島村がそれぞれ東中島村（現・岐阜市東中島）・西中島村（現・岐阜市西中島）に改称。
  - 日野村・日野新田が合併し、改めて日野村となる。（2町56村）
- 明治8年（1875年）1月[4]（2町54村）
  - 忠節村・明屋敷村が合併して稲束村となる。
  - 古屋敷新田・中河原新田が合併して富茂登村となる。
- 明治12年（1879年）2月18日 - 郡区町村編制法の岐阜県での施行により、行政区画としての厚見郡が発足。「厚見方県各務郡役所」が岐阜町に設置され、方県郡・各務郡とともに管轄。
- 明治22年（1889年）7月1日 - 町村制の施行により、西加納町、東加納町、上加納村、下加納村、鳥屋村、六条村、清村、宇佐村、近島村、東島村、北島村、菅生村、江口村、萱場村、池ノ上村、早田村、旦ノ島村、西中島村、鏡島村、江崎村、今嶺村、爪村、西庄村、藪田村、下奈良村、日置江村、茶屋新田、次木村、高河原村、佐波村、高桑村、鶉村、茜部村、切通村、細畑村、領下村、上川手村、下川手村、蔵前村、高田村、芋島村、東中島村、岩戸村、北一色村、野一色村、左兵衛新田、水海道村、岩地村、前一色村、日野村が発足。それにともない以下の変更が行われる。（2町48村）
  - 市制の施行により、岐阜町[5]・小熊村・今泉村・富茂登村・稲束村および上加納村の一部の区域をもって岐阜市が発足し、郡より離脱。
  - 加納町のうち藩士居住地であった加納6ヶ町[6]の区域をもって西加納町、町方[7]の区域をもって東加納町がそれぞれ発足。
  - 西島村が菅生村に合併。
  - 古津村の所属郡が方県郡に変更。
- 明治23年（1890年）3月24日 - 鳥屋村が改称して本荘村となる。
- 明治30年（1897年）4月1日 - 郡制の施行のため、厚見郡・各務郡および方県郡の一部の区域をもって稲葉郡が発足。同日厚見郡廃止。

## 行政
厚見・方県・各務郡長
| 代 | 氏名 | 就任年月日                | 退任年月日                | 備考                                           |
| -- | ---- | ------------------------- | ------------------------- | ---------------------------------------------- |
| 1  |      | 明治12年（1879年）2月18日 |                           |                                                |
|    |      |                           | 明治30年（1897年）3月31日 | 各務郡および方県郡の一部と合併により厚見郡廃止 |